# آنجا کلینگ
آنجا کلینگ (آلمانی: Anja Kling؛ زادهٔ ۲۲ مارس ۱۹۷۰) یک هنرپیشه و صدا پیشه اهل آلمان است.

## فیلم شناسی
- پنج معروف (۲۰۱۲)
- لی‌لی جادوگر: سفر به ماندولان (۲۰۱۱)
- فرد کجاست؟ (۲۰۰۶)
- Traumschiff Surprise – Periode 1 - ۲۰۰۴
- سپتامبر (۲۰۰۳)